# 서해고등학교
서해고등학교(西海高等學校)는 대한민국 경기도 시흥시 정왕동에 위치한 공립 고등학교이다.

## 학교 연혁
- 1997년 3월 1일 : 초대 강만수 교장 취임
- 1997년 3월 5일 : 입학식(1학년 12학급 629명)
- 2000년 2월 15일 : 제1회 졸업식(12학급 647명)
- 2007년 10월 26일 : 축구부 창단식 및 합숙소 개관식
- 2010년 12월 9일 : 기숙사(누리관) 개관
- 2017년 5월 12일 : 청호관 개관
- 2023년 12월 11일 : 제25회 졸업식 351명, 총 졸업생수 10,274명
- 2024년 3월 1일 : 제9대 임정순 교장 취임
- 2024년 3월 2일 : 입학식(1학년 11학급 390명)

## 참고 자료
- 서해고등학교 - 한국교육학술정보원 학교알리미